# 콜런더

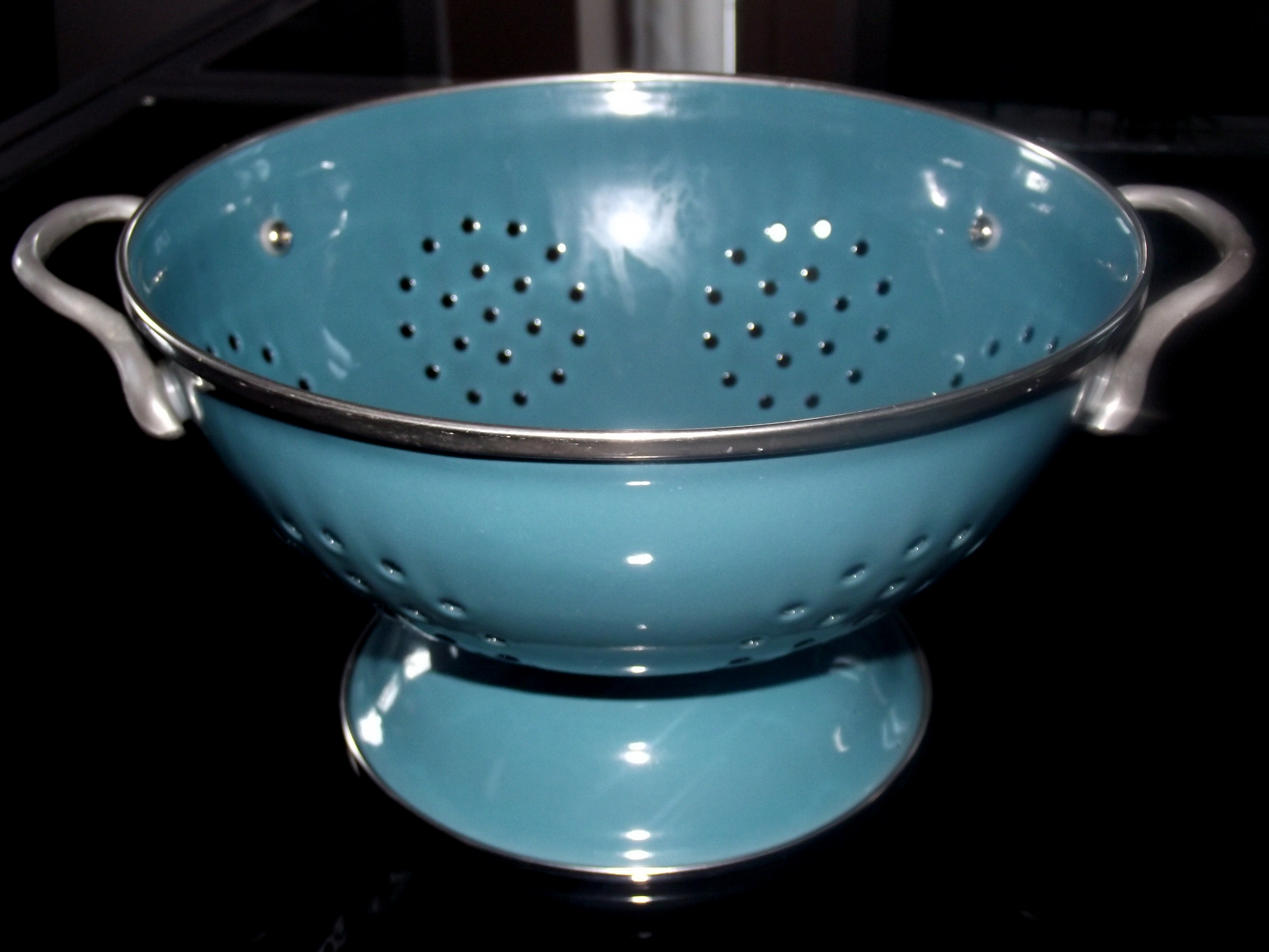
법랑 콜런더

콜런더(영어: colander, 발음 /ˈkɒləndər/)는 파스타와 같은 음식을 걸러내거나 야채를 헹구는 데 사용되는 주방 도구이다. 콜런더의 천공 특성으로 인해 내부의 고형물을 유지하면서 액체가 배수될 수 있다. 때로는 파스타 스트레이너(pasta strainer) 또는 주방 체라고도 한다.

## 설명 및 역사
전통적으로 콜런더는 알루미늄이나 얇게 압연된 스테인레스 스틸과 같은 가벼운 금속으로 만들어졌다. 콜랜더는 플라스틱, 실리콘, 세라믹, 에나멜 제품으로도 만들어진다.
콜런더(colander)라는 단어는 체를 의미하는 라틴어 colum에서 유래되었다.

## 같이 보기
- 여과
- 체